# 물야중학교
물야중학교(物野中學校)는 대한민국 경상북도 봉화군 물야면 오록리에 있는 공립 중학교이다.

## 학교 연혁
- 1971년 1월 25일 : 물야중학교 설립인가
- 1971년 2월 28일 : 초대 이동화 교장 취임
- 1971년 3월 5일 : 제1회 입학식 거행(129명)
- 1971년 3월 22일 : 개교식
- 1974년 1월 16일 : 제1회 졸업식(127명)
- 1982년 12월 18일 : 교지 1685평 매입(총 6366평 확보)
- 2024년 1월 5일 : 제51회 졸업식 (6명, 총 3,882명)
- 2024년 3월 1일 : 제30대 이형준 교장 취임
- 2024년 3월 4일 : 입학식(3명)

## 참고 자료
- 물야중학교 - 한국교육학술정보원 학교알리미